# Catharsius bradshawi
Catharsius bradshawi là một loài bọ cánh cứng trong họ Bọ hung (Scarabaeidae).